# Ballyforan
Ballyforan är en ort i republiken Irland. Den ligger i den centrala delen av landet, 130 km väster om huvudstaden Dublin. Ballyforan ligger 46 meter över havet och antalet invånare är 172.
Terrängen runt Ballyforan är platt. Runt Ballyforan är det glesbefolkat, med 10 invånare per kvadratkilometer. Närmaste större samhälle är Ballinasloe, 16,1 km söder om Ballyforan. Trakten runt Ballyforan består i huvudsak av gräsmarker.